# کورسمندر تنتاکولاتا
کورسمندر تنتاکولاتا (نام علمی: Caecilia tentaculata) نام یک گونه از تیره کورسمندران است.
کورسمندر تنتاکولاتا در برزیل، کلمبیا، اکوادور، گویان فرانسه، پرو، سورینام، ونزوئلا، احتمالا بولیوی و احتمالاً گویان یافت می شود. زیستگاه های طبیعی آن جنگل های دشت مرطوب نیمه گرمسیری یا گرمسیری، مزارع، باغ های روستایی و جنگل های سابق به شدت تخریب شده است.